# SS Cosmos

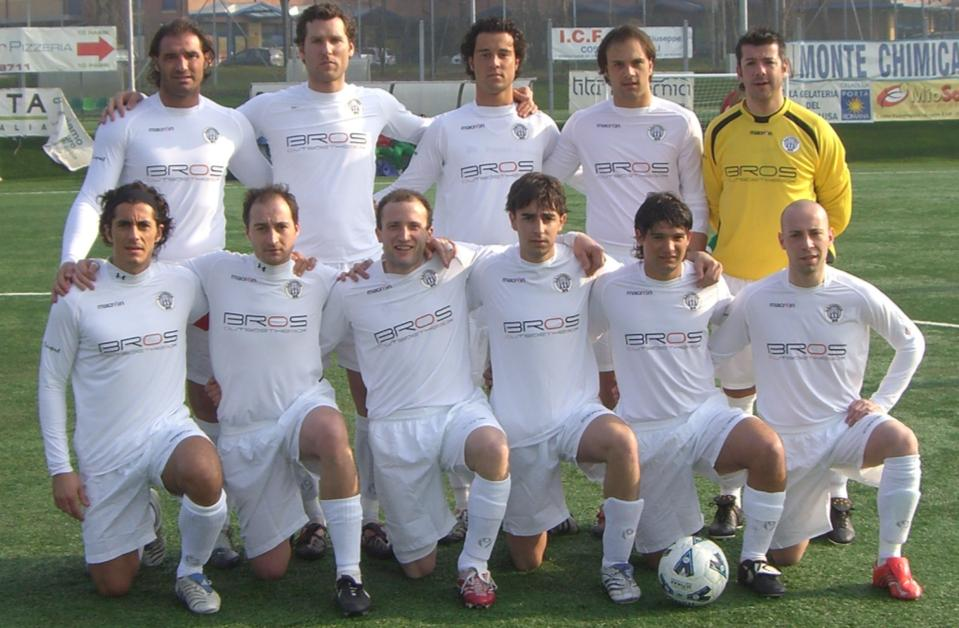
Team van 2007-2008

SS Cosmos is een San Marinese voetbalclub uit Serravalle. De club werd genoemd naar de befaamde Amerikaanse club New York Cosmos.

## Erelijst
- Landskampioen

2001
- Coppa Titano

Winnaar: 1980, 1981, 1995, 1999, 2023
Finalist: 1996, 1998
- Trofeo Federale

1995, 1998, 1999

## Cosmos in Europa
Uitslagen vanuit gezichtspunt SS Cosmos
| Seizoen                                                    | Competitie        | Ronde | Land                | Club               | Totaalscore | 1e W    | 2e W    | PUC |
| ---------------------------------------------------------- | ----------------- | ----- | ------------------- | ------------------ | ----------- | ------- | ------- | --- |
| 2001/02                                                    | UEFA Cup          | Q     | Vlag van Oostenrijk | Rapid Wien         | 0-3         | 0-1 (T) | 0-2 (U) | 0.0 |
| 2023/24                                                    | Conference League | Q1    | Vlag van Montenegro | FK Sutjeska Nikšić | 1-2         | 0-1 (U) | 1-1 (T) | 0.5 |
| Totaal aantal behaalde punten voor UEFA coëfficiënten: 0.5 |                   |       |                     |                    |             |         |         |     |

Zie ook
- Deelnemers UEFA-toernooien San Marino
- Ranglijst van alle clubs die in de diverse Europa Cups zijn uitgekomen